# Günter Dyhrenfurth
Günter Oskar Dyhrenfurth (Breslau, 12 november 1886 - Ringgenberg (Bern), 14 april 1975) was een Duits-Zwitsers bergbeklimmer en geoloog. Dyhrenfurth gold als Himalaya-expert en werd in de jaren 30 van de 20e eeuw bekend om zijn klim-expedities in de Himalaya en Karakoram.
Dyhrenfurth studeerde van 1904 tot 1909 geologie en paleontologie aan de universiteiten van Freiburg im Breisgau, Wenen en Breslau. In 1909 promoveerde hij in Breslau op zijn onderzoek naar de geologie van de Zwitserse oostelijke Alpen. In 1913 volgde zijn habilitatie. Vanaf 1919 was hij hoogleraar in Breslau.
Dyhrenfurth leidde met gedurende de jaren 30 een aantal expedities naar de Himalaya en Karakoram. Tijdens de Kanchenjungaexpeditie van 1930 werd het wereldhoogterecord gebroken met de beklimming van een 7459 m hoge top. Met de beklimming van de Sia Kangri (7422 m) verbrak zijn eerste vrouw Hettie Dyhrenfurth het wereldhoogterecord voor vrouwen. Tijdens de expedities onderzocht Dyhrenfurth als eerste systematisch de tektonische structuur van de Himalaya.
Dyhrenfurth schreef talrijke boeken over zijn expedities en bracht in 1931 en 1935 twee documentaires uit. In 1933, na de machtsovername door de nazi's, werd hij gedwongen zijn werk en positie aan de universiteit neer te leggen. Dyhrenfurth verhuisde daarop naar Zwitserland, waar hij tot 1954 als aardrijkskundeleraar in Sankt Gallen werkte. Bij de Olympische Spelen van 1936 werd aan Dyrenfurth en zijn vrouw Hettie Dyhrenfurth wel de Prix olympique d’alpinisme toegekend. In 1954 werd hij officieel gerehabiliteerd als (emeritus) hoogleraar. In 1956 ontving hij het Bundesverdienstkreuz.
Zijn zoon Norman Dyhrenfurth is ook een bekende bergklimmer.
- Bibliothèque nationale de France: cb112764192 (data)
- CiNii: DA02117279
- Gemeinsame Normdatei: 117664200
- Historisch woordenboek van Zwitserland: 045488
- International Standard Name Identifier: 0000 0000 8083 1648
- Library of Congress Control Number: no98109927
- Nationale Bibliotheek van Tsjechië: mub2012685579
- Nationale Bibliotheek van Israël: 987007596929205171
- Nederlandse Thesaurus van Auteursnamen: 067724450
- Istituto Centrale per il Catalogo Unico: LO1V142327
- SNAC: w6n145ck
- Système universitaire de documentation: 147946980
- Virtual International Authority File: 3254190
- WorldCat: E39PBJB488CCQ9MXXKrRrTfg8C